# Stachy
Stachy település Csehországban, a Prachaticei járásban. Stachy Nicov, Nové Hutě, Vacov, Zdíkov és Kašperské Hory településekkel határos. Lakosainak száma 1145 fő (2024. január 1.).

## Népesség
A település lakosságának változását az alábbi diagram mutatja:
| Lakosok száma | 2872 | 3397 | 3210 | 1573 | 1355 | 1251 | 1161 | 1150 | 1171 | 1145 |
|               | 1869 | 1900 | 1921 | 1961 | 1980 | 2011 | 2016 | 2019 | 2021 | 2024 |